# Större ängstrollslända
Större ängstrollslända (Sympetrum striolatum) är en art i insektsordningen trollsländor som tillhör familjen segeltrollsländor.

## Kännetecken
Den större ängstrollsländan hane har rödaktig grundfärg medan honan har en mer brunaktig. Båda har genomskinliga vingar med ett rödbrunt vingmärke, som är något ljusare mot kanterna och mörkast i mitten. Bakkroppens längd är 25 till 30 millimeter.

## Utbredning
Den större ängstrollsländan finns i stora delar av Europa och österut till Sibirien. I Sverige finns den främst i de sydvästra delarna av landet, men förekommer från Skåne upp till Värmland och Dalarna. 

## Levnadssätt
Den större ängstrollsländans habitat är olika slags vattensamlingar, men den är vanligare vid vatten där det finns skog i närheten. Fortplantningen sker främst i stillastående vatten. Utvecklingstiden från ägg till imago är ett år och flygtiden juli till september, i de södra delarna av utbredningsområdet in i oktober.